# Balkan-Langohr
Das Balkan-Langohr (Plecotus kolombatovici) ist eine Fledermausart aus der Gattung der Langohrfledermäuse (Plecotus) innerhalb der Familie der Glattnasen (Vespertilionidae). Der wissenschaftliche Artname ehrt den kroatischen Zoologen Juraj Kolombatovic (1843–1908).

## Merkmale
Das Balkan-Langohr ist die kleinste europäische Art der Langohrfledermäuse und erreicht eine Kopf-Rumpf-Länge von 4,1 bis 5,2 Zentimetern sowie ein Gewicht von sechs bis zehn Gramm. Die Weibchen sind wie bei allen Langohr-Arten etwas größer als die Männchen. Auffallend sind wie bei den anderen Arten die langen Ohren, die bei dieser Art eine Länge von etwa 2,9 bis 3,9 Zentimeter erreichen. An der Basis berühren sich die Ohren. Der Tragus ist mit weniger als 15 Millimetern Länge vergleichsweise kurz, mittelbreit und lanzettförmig. Der Schwanz ist mit 41 bis 52 Millimetern relativ kurz und das letzte Glied ist frei. Der Daumen, die Daumenkralle und die Füße sind klein.

## Verbreitung
Das Balkan-Langohr ist mediterran verbreitet und besitzt drei Verbreitungsschwerpunkte. Das Hauptverbreitungsgebiet reicht vom  Balkan von Kroatien (auf einigen adriatischen Inseln) über Griechenland (Peloponnes) der südwestlichen Türkei, Zypern, Syrien bis den Libanon sowie wahrscheinlich Israel und Jordanien verbreitet. Des Weiteren kommt es in der Kyrenaika im nordöstlichen Libyen sowie von Marokko bis in das nordwestliche Libyen vor. Auch auf Malta und Pantelleria ist die Art anzutreffen.
Die Fledermaus bevorzugt sommertrockene und küstennahe Karstgebiete sowie Flusstäler und Macchien. Sie kommt dabei von Meeresniveau bis in höhere Regionen des Rif- und Atlas-Gebirges in Nordafrika und im Parnaß in Griechenland (bis 1300 Meter) vor.

## Lebensweise
Über die Lebensweise dieser Art liegen nur wenige Einzelbeobachtungen vor. Wie alle Langohrfledermäuse ernährt es sich fast ausschließlich von Insekten. Als Quartiere nutzen sie kleine Spalten und Höhlungen sowie Räume unter Felsbögen und Brücken. Eine Wochenstube mit etwa 90 Weibchen ist aus einem verlassenen Eisenbahntunnel auf der Peloponnes bekannt. Die Geburten finden nach dem Juni statt.

## Systematik
Das Balkan-Langohr wurde 1980 von Beatrica Ðulić als kroatische Unterart des Grauen Langohres (Plecotus austriacus) mit dem wissenschaftlichen Namen Plecotus austriacus kolombatovici beschrieben. Aufgrund morphologischer und molekularbiologischer Untersuchungen wurde dem Balkan-Langohr der Artstatus zuerkannt.
Manche Systematiken fassen sie allerdings mit der Kanaren-Langohr (Plecotus teneriffae) und dem Nordwestafrikanischen Langohr (Plecotus gaisleri) zu einer gemeinsamen Art zusammen.

## Bedrohung und Schutz
Die Art wird von der International Union for Conservation of Nature and Natural Resources (IUCN) global aufgrund des vergleichsweise großen Verbreitungsgebietes und der Bestandsgröße als „nicht gefährdet“ (Least concern) eingeschätzt. Ein Rückgang des Bestandes und eine größere Bedrohung der Art sind nicht bekannt. National und regional steht die Art im größten Teil des Verbreitungsgebietes unter Naturschutz.

## Belege
1. 1 2 3  Andreas Kiefer, Otto von Helversen: Plecotus kolombatovici (Ðulić, 1980) - Balkanlangohr In: Jochen Niethammer, Franz Krapp (Hrsg.): Handbuch der Säugetiere Europas. Band 4: Fledertiere. Teil II: Chiroptera II Vespertilionidae 2, Molossidae, Nycteridae. AULA-Verlag, Wiebelsheim 2004; Seiten 1059–1066. ISBN 3-89104-639-1.
2. 1 2 3  Plecotus kolombatovici in der Roten Liste gefährdeter Arten der IUCN 2011. Eingestellt von: A.M. Hutson, S. Aulagnier, J. Juste, A. Karataş, J. Palmeirim, M. Paunović, 2008. Abgerufen am 4. Januar 2012.
3. ↑  Don E. Wilson & DeeAnn M. Reeder (Hrsg.): Plecotus kolombatovici in Mammal Species of the World. A Taxonomic and Geographic Reference (3rd ed).